# Петтенаско
Петтенаско (італ. Pettenasco, п'єм. Pitnasch) — муніципалітет в Італії, у регіоні П'ємонт, провінція Новара.
Петтенаско розташоване на відстані близько 550 км на північний захід від Рима, 100 км на північний схід від Турина, 45 км на північ від Новари.
Населення — 1383 особи (2014).
Щорічний фестиваль відбувається 25 листопада. Покровитель — Caterina.

## Демографія
Населення за роками:

Станом на 1 січня 2023 року в муніципалітеті офіційно проживали 53 іноземці з 25 країн, серед них 17 громадян країн Євросоюзу та 9 громадян України.

## Сусідні муніципалітети
- Армено
- М'язіно
- Оменья
- Орта-Сан-Джуліо